# Казанская железная дорога
Казанская железная дорога — железная дорога, существовавшая в СССР. Проходила по территории Московской, Владимирской, Горьковской, Ульяновской, Кировской, Молотовской и Свердловской областей, Мордовской, Чувашской, Марийской, Татарской, Удмуртской и Башкирской АССР. Протяжённость дороги составляла 2738 км. Управление железной дороги находилось в Казани.

## История
Была сформирована в 1936 году разделением Московско-Казанской железной дороги на Казанскую (управление в Казани) и Московско-Рязанскую (управление в Москве). Кроме того, в состав дороги вошёл участок бывшей Казанбургской дороги Янаул — Дружинино (не включая последнюю), ранее относившийся к железной дороге им. Л. М. Кагановича (Пермской). Граничила с Ленинской железной дорогой по станциям Куровская и Красный Узел и с железной дорогой им. Л. М. Кагановича по станции Дружинино.
В состав КазЖД вошли два отделения (эксплуатационных района) Московско-Казанской (Казанское и Муромское) и одно (Красноуфимское) из железной дороги им. Кагановича. Вдобавок к ним был созданы три новых отделения: Сергачское, Алатырское и Агрызское.
- В Муромское отделение входил участок дороги Куровская (искл.) — Арзамас (вкл.);
- В Сергачское отделение: Сергач — Арзамас (искл.), Сергач — Канаш (искл.);
- В Алатырское отделение: Арзамас — Красный Узел (вкл.), Красный Узел — Канаш (искл.);
- В Казанское отделение: Казань — Казань-Пристань, Канаш (вкл.) — Юдино (вкл.), Юдино — Вятские Поляны (вкл.), Зелёный Дол — Йошкар-Ола (вкл.), Юдино — Казань;
- В Агрызское отделение: Агрыз — Вятские Поляны (искл.), Агрыз — Янаул (искл.), Агрыз — Воткинск (вкл.);
- В Красноуфимское отделение: Янаул (вкл.) — Дружинино (искл.).[6]

В состав новой железной дороги вошли 15 дистанций пути, 5 дистанции службы связи и 5 дистанций гражданский сооружений:
- Дистанции пути: ПЧ-1 Черусти (направление Люберцы—Свердловск 89-298 км включительно), ПЧ-2 Муром (Люберцы—Свердловск 287-408 км и Муром—Ковров 1-2 км), ПЧ-3 Арзамас (Люберцы—Свердловск 409-523 км, Рузаевка—Арзамас—Горький 227-236 км), ПЧ-4 Сергач (Люберцы—Свердловск 525-658 км), ПЧ-5 Канаш (Люберцы—Свердловск 659-777 км), ПЧ-6 Казань (Люберцы—Свердловск 778-891 км и южный подход к Казани), ПЧ-7 Вятские Поляны (Люберцы—Свердловск 892-1039 км), ПЧ-8 Агрыз (Люберцы—Свердловск 1040-1089 км и Агрыз—Воткинск 0-97 км), ПЧ-9 Сарапул (Люберцы—Свердловск 1090-1225 км), ПЧ-10 Чернушка (Люберцы—Свердловск 1226-1393 км), ПЧ-11 Красноуфимск (Люберцы—Свердловск 1394-1573 км), ПЧ-12 Лукоянов (Рузаевка—Арзамас 57-226 км), ПЧ-13 Красный Узел (Рузаевка—Арзамас 56-57 км и Рузаевка—Канаш 54-152 км), ПЧ-14 Алатырь (Рузаевка—Канаш 153-295 км), ПЧ-15 Зелёный Дол (Зелёный Дол—Йошкар-Ола 0-106 км), в 1937 году создана ПЧ-16 Горький (Арзамас—Горький 237-359 км и Кудьма—Металлист 4-60 км, бывшая ПЧ-7 Горьковской ж/д).[7][8]
- Дистанции службы связи: ШЧ-1 (Муром), ШЧ-2 (Арзамас-1), ШЧ-3 (Алатырь), ШЧ-4 (Канаш), ШЧ-5 (Казань), ШЧ-6 (Агрыз), ШЧ-7 (Красноуфимск).[7]
- Дистанции гражданских сооружений: НЖЧ-1 Муром (Куровская вкл. — Арзамас искл.), НЖЧ-2 Алатырь (Арзамас вкл. — Канаш — Красный Узел — Арзамас), НЖЧ-3 Казань (Канаш искл. — Вятские Поляны вкл.), НЖЧ-4 Агрыз (Вятские Поляны искл. — Янаул искл.), НЖЧ-5 Красноуфимск (Янаул вкл. — Дружинино искл.).[9]

Не позднее 1937 года Казанское отделение было переименовано в Юдинское.
С 1937 и по начало 1940-х гг. в состав Казанской железной дороги входил участок Арзамас — Горький-Казанский.
В 1940 году введён в эксплуатацию участок Канаш — Чебоксары, а в 1942 году как часть Волжской рокады введён в эксплуатацию участок Свияжск — Сельд.
В 1943 году началось движение по участку Ижевск — Пибаньшур («Ижевская рокада»); в следующем году была построена железная дорога Ижевск — Ува — Кильмезь. В 1944 году железнодорожная линия Зелёный Дол — Йошкар-Ола была продлена до станции Нужъялы.
Во второй половине 1940-х гг. границы железной дороги были немного изменены: граница железной дороги на западе сместилась на восток, к станции Черусти Московско-Рязанской железной дороги.
В 1947 году из части Агрызского отделения КазЖД было создано Ижевское отделение КазЖД, к которому отошли участки Агрыз (3 км) — Воткинск, Ижевская рокада и Ижевск — Ува — Кильмезь; северная граница отделения и КазЖД со Свердловской железной дорогой стала проходить по станции Игра.
По состоянию на 1955 год на дороге имелись 2 внеклассные станции (Казань и Юдино), 10 станций 1-го класса и 23 станции 2-го класса; в том же году Сергачское отделение переименовывается в Канашское, к которому присоединены участки упразднённого тогда же Алатырского отделения, а в 1957 году Агрызское отделение упразднено, войдя в состав Ижевского.
В 1961 году было упразднено Канашское отделение, его участки вошли в состав Юдинского и Муромского отделений.
В соответствии с приказом МПС СССР № 25/Ц от 9 мая 1961 года Казанская железная дорога упразднена, войдя в состав Горьковской железной дороги.

## Руководители[24]
- Базеев, Яков Алексеевич (1898 г.р., 1936–1937)
- Левашов, Алексей Ефимович (1889 г.р., 1937–1938)
- Пичугин, Николай Алексеевич (1903 г.р., 1938–1942)
- Сорокин, Михаил Алексеевич (1901 г.р., 1942–1944)
- Соколинский, Яков Исаакович (1945–1947)
- Мильштейн, Самуил Рафаилович (1909 г.р., 1948–1950)
- Ромашов, Иван Степанович (1903 г.р., 1951–1952)
- Сидоренко, Александр Михайлович (1909 г.р., 1952–1953)
- Ерогов, Михаил Семёнович (1953–1956)
- Тышков, Ростислав Александрович (1956–1961)

## Прочее
Казанская железная дорога имела свой печатный орган — газету «Локомотив».

### Комментарии
1. ↑  тат. Казан тимер юлы, Qazan timer julь, чув. Хусан чукун ҫулӗ, удм. Кузон чугун сюрес, луговомар. Озаҥысе кӱртньыгорно, эрз. Казань чугункань кись, баш. Ҡазан тимер юлы, Qazan timer julь